# غوركي لينينسكييي (مقاطعة موسكو)
غوركي لينينسكييي (بالروسية: Горки Ленинские) هي مدينة في مقاطعة موسكو أوبلاست في روسيا الأتحادية.